# Zuid-Chinese kathaai
De Zuid-Chinese kathaai (Apristurus sinensis) is een vis uit de familie van de Pentanchidae en behoort derhalve tot de orde van roofhaaien (Carcharhiniformes). De vis kan een lengte bereiken van 42 centimeter. 

## Leefomgeving
De Zuid-Chinese kathaai is een zoutwatervis. De vis prefereert diep water en leeft hoofdzakelijk in de Grote Oceaan.

## Relatie tot de mens
De Zuid-Chinese kathaai is voor de visserij van geen belang. In de hengelsport wordt er weinig op de vis gejaagd. 